# William C. deMille
William Churchill deMille (Washington, Carolina do Norte, 25 de julho de 1878 — Playa del Rey, Califórnia, 5 de março de 1955) foi um roteirista e diretor de cinema norte-americano, que atuou em filmes mudos até o início da década de 1930. Também desempenhou em sua carreira como dramaturgo.
Ele foi o irmão do cineasta Cecil B. DeMille.